# Globba andersonii
Globba andersonii là một loài thực vật có hoa trong họ Gừng. Loài này được C.B.Clarke ex Baker mô tả khoa học đầu tiên năm 1890.